# Брагинский район
Бра́гинский райо́н (бел. Бра́гінскі раён) — административная единица на юге Гомельской области Республики Беларусь. Административный центр — городской посёлок Брагин. Район насчитывает 80 населённых пунктов на 2009 год.
Численность населения — 11 435 человек (на 1 января 2025 года).

## Административное устройство
В районе 2 городских посёлка — Брагин и Комарин, 7 сельсоветов:
- Бурковский
- Комаринский
- Малейковский
- Маложинский
- Новоиолченский
- Угловский
- Чемерисский

Упразднённые сельсоветы:
- Асаревичский
- Верхнежаровский
- Кривченский
- Микуличский
- Остроглядовский
- Дублинский
- Храковичский

## География
Площадь района составляет 1950 км² (по другой оценке 1962 км²).

### Расположение
Брагинский район граничит на севере и востоке с Лоевским районом, на юге — с Вышгородским районом Киевской области и Черниговским районом Черниговской области Украины, и на западе — с Хойникским районом.

### Гидрография
Основные реки — Днепр и Брагинка с притоком Несвич. Расположены озера — Кольница, Заколодницкое.
После катастрофы на Чернобыльской АЭС вся территория Брагинского района подверглась радиоактивному загрязнению, при этом около 120 000 га (более 60 % территории) получили плотность загрязнения цезием-137 более 5 Ku/км². В связи с радиационным загрязнением в результате катастрофы на Чернобыльской АЭС 4890 семей (12 526 жителей) в 1986—1997 годах переселены в чистые места. В зону эвакуации попали целиком 5 совхозов и 5 колхозов.

### Геология
Открыты новые нефтяные залежи и месторождение в зонах Припятского прогиба. Подтверждена промышленная нефтеносность отложений на Восточно-Омельковщинской структуре.

### Заказник
На территории Брагинского района расположен Полесский государственный радиационно-экологический заповедник. Заповедник создан с целью радиобиологических и экологических исследований.

## Геральдика
Решение об утверждении герба и флага принято Брагинским районным Советом депутатов от 20 марта 2001 года № 41 и Брагинским районным исполнительным комитетом 30 марта 2001 года № 3/110. Зарегистрированы в Гербовом матрикуле Республики Беларусь 10 апреля 2001 года № 55.

## История

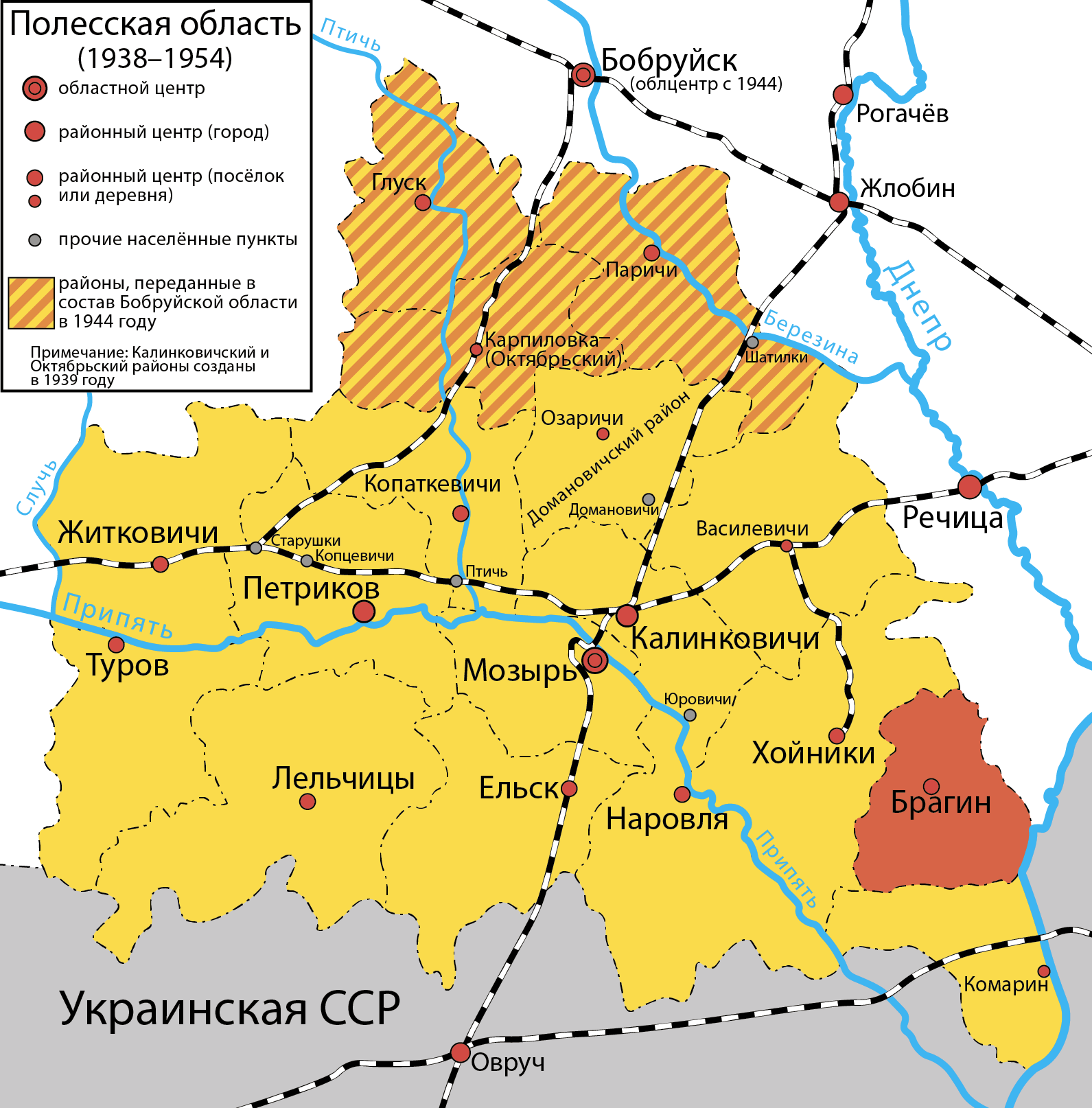
Брагинский район в составе Полесской области в границах 1930-х — 1950-х годов (до включения в его состав большей части Комаринского района)

Район был образован 8 декабря 1926 года в составе Речицкого округа БССР. 9 июня 1927 года — включён в состав Гомельского округа, где оставался до июля 1930 года. С 26.07.1930 до 20.02.1938 года в прямом подчинении БССР. 15 января 1938 года вошёл в Полесскую область Белорусской ССР, а 8 января 1954 года — в Гомельскую область (на юго-востоке области).
Территория района несколько раз менялась. 4 августа 1927 года были присоединены 4 сельсовета Лоевского района, 30 декабря 1927 года — один сельсовет Комаринского района. На 01.01.1941 включал г.п. Брагин и 13 сельсоветов: Бурковский, Выгребнослободский, Глуховичский, Кривчанский, Лубеникский, Малейковский, Маложинский, Микуличский, Остроглядовский, Савичский, Сперижский, Храковичский, Шкуратовский.
16.07.1954 ликвидированы Выгребнослободский, Лубеникский и Шкуратовский сельсоветы; образован Угловский сельсовет.
26.11.1959 ликвидирован Бурковский сельсовет.
20.10.1964 Иолчанский сельсовет переименован в Новоиолчанский.
25 декабря 1962 года к району присоединён городской посёлок Комарин и 8 сельсоветов упразднённого Комаринского района (за исключением Борщёвского и Радинского сельсоветов, переданных Хойникскому району), а также Ручаёвский сельский Совет и населенные пункты Глушец, Лески, Майск, Новая Лутава, Севки и Старая Лутава Деражичского сельсовета ликвидированного Лоевского района (30 июля 1966 года возвращён Лоевскому району).
12.11.1966 ликвидирован Степановский сельсовет.
12.12.1966 образован Слободской сельсовет.
15.08.1974 Храковичский сельсовет переименован в Чемерисский.
В связи с аварией на Чернобыльской АЭС, радиоактивным загрязнением территории и эвакуацией населения:
— ликвидированы: 08.01.1987 — Глуховичский, Колыбанский, Крюковский, Пирковский, Слободской сельсоветы; 16.03.1988 — Савичский сельсовет; 13.12.1991 — Гденский сельсовет;
— 08.01.1987 перенесены центры сельсоветов: Остроглядовского — из д. Острогляды в д. Бурки; Сперижского — из д. Сперижье в д. Дублин; Савичского — из д. Савичи в д. Грушное.
В 1990 г. вновь образован Храковичский сельсовет с центром в д. Старые Храковичи.
20 октября 1995 года административные единицы Брагинский район и посёлок Брагин, имеющие общий административный центр, объединены в одну административную единицу — Брагинский район.
20.10.2002 ликвидирован Кривчанский сельсовет.
18.03.2005 Остроглядовский сельсовет переименован в Бурковский; Сперижский сельсовет переименован в Дублинский.
С 29 ноября 2005 года посёлок Млынок Брагинского района исключён из данных по учёту административно-территориальных и территориальных единиц.
26.09.2006 ликвидированы Асаревичский, Верхнежарский и Дублинский сельсоветы.
01.12.2009 ликвидированы Микуличский и Храковичский сельсоветы.
29.01.2010 центр Новоиолчанского сельсовета перенесен из д. Новая Иолча в д. Красное.
12.11.2013 Комаринский сельсовет преобразован в сельсовет с включением в его состав г.п. Комарин, населенных пунктов Верхние Жары, Гдень, Иванки, Карловка, Катичев, Кирово, Нижние Жары.
На 01.01.2020 р-н с центром в г.п. Брагин включал 7 сельсоветов: Бурковский, Комаринский, Малейковский, Маложинский, Новоиолчанский, Угловский, Чемерисский.

## Демография
Численность населения — 11 435 человек (на 1 января 2025 года), в том числе городское — 6 601 человек (Брагин — 4 579 человек, Комарин — 2 022 человек), сельское — 4 834 человек.
Численность населения — 11 894 человек (на 1 января 2023 года), в том числе городское — 6 618 человек (Брагин — 4 546 человек, Комарин — 2 072 человек), сельское — 5 276 человек.
Население района в 1999 г. составляло 17,4 тыс. человек, на 1 января 2009 года — 15,5 тыс. человек. На 1 января 2016 года оно сократилось до 12 128 человек, в том числе в городских условиях проживают 5502 человек — 3698 человек в районном центре и 1804 — в г. п. Комарин.
На 1 января 2018 года 21,9 % населения района были в возрасте моложе трудоспособного, 51,1 % — в трудоспособном возрасте, 27 % — в возрасте старше трудоспособного. Средние показатели по Гомельской области — 18,3 %, 56,6 % и 25,1 % соответственно.
Коэффициент рождаемости в районе в 2017 году составил 13,5 на 1000 человек, коэффициент смертности — 16,6. Всего в 2017 году в районе родилось 161 и умерло 197 человек. Средние показатели рождаемости и смертности по Гомельской области — 11,3 и 13 соответственно, по Республике Беларусь — 10,8 и 12,6 соответственно. Сальдо миграции до 2017 года было отрицательным, но в 2017 году из района уехало на 11 человек меньше, чем приехало.
В 2017 году в районе было заключено 86 браков (7,2 на 1000 человек) и 28 разводов (2,4 на 1000 человек). Средние показатели по Гомельской области — 6,9 браков и 3,2 развода на 1000 человек, по Республике Беларусь — 7 и 3,4 соответственно.
| Численность населения | Численность населения | Численность населения | Численность населения | Численность населения | Численность населения | Численность населения | Численность населения | Численность населения | Численность населения | Численность населения | Численность населения | Численность населения | Численность населения |
|                       | 1970                  | 1979                  | 1989                  | 1996                  | 2001                  | 2006                  | 2011                  | 2016                  | 2018                  | 2019                  | 2023                  | 2024                  | 2025                  |
| --------------------- | --------------------- | --------------------- | --------------------- | --------------------- | --------------------- | --------------------- | --------------------- | --------------------- | --------------------- | --------------------- | --------------------- | --------------------- | --------------------- |
| Всего                 | 52 306                | ▼44792                | ▼26161                | ▼17000                | ▼16968                | ▼15448                | ▼13736                | ▼12128                | ▼11887                | ▼11779                | ▲ 11 894              |                       | ▼11 435               |
| Городское             | 5930                  | ▲7820                 | ▲8662                 | н/д                   | н/д                   | 5972                  | ▼5951                 | ▼5502                 | ▼5485                 | н/д                   | ▲ 6 618               |                       | ▼ 6 601               |
| Сельское              | 46 376                | ▼36972                | ▼17499                | н/д                   | н/д                   | 9476                  | ▼7785                 | ▼6626                 | ▼6402                 | н/д                   | ▲ 5 276               |                       | ▼ 4 834               |

| Национальный состав по переписи населения 2009 года | Национальный состав по переписи населения 2009 года | Национальный состав по переписи населения 2009 года |
| Народ                                               | Численность                                         | %                                                   |
| --------------------------------------------------- | --------------------------------------------------- | --------------------------------------------------- |
| Белорусы                                            | 13 051                                              | 91,84 %                                             |
| Русские                                             | 611                                                 | 4,3 %                                               |
| Украинцы                                            | 436                                                 | 3,07 %                                              |
| Молдаване                                           | 28                                                  | 0,2 %                                               |
| Татары                                              | 9                                                   | 0,06 %                                              |
| Азербайджанцы                                       | 8                                                   | 0,06 %                                              |
| Поляки                                              | 7                                                   | 0,05 %                                              |

По переписи 1959 года в Брагинском районе (без Комаринского района) проживало 39 396 человек, в том числе 38 040 белорусов (96,56 %), 686 русских, 290 евреев, 286 украинцев, 51 поляк, 4 татара, 39 представителей других национальностей.

## Экономика
На территории района находятся: лесхоз, районные сельхозхимия и агропромтехника, ветлечебница, хлебозавод, аптека, музыкальная школа, исторический музей с картинной галереей, библиотеки, Дом культуры, больница, почта, гидрометеостанция. Ведется радиовещание, выходит газета «Маяк Полесья». Поблизости поселка есть залежи железняка, глины и суглинков. Запасы торфа оцениваются в 35,5 млн т.
Городской посёлок Комарин — центр поселкового Совета, расположен в 52 км от Брагина на р. Днепр. Население — 1813 человек. Известен с XV в. как деревня в Речицком повете. В настоящее время центр совхоза «Комаринский», в поселке работают комбинат стройматериалов, лесхоз, отделение «Сельхозтехники», есть Дома культуры, школьников, библиотеки, больница, почта. Комарин — родина художника, искусствоведа Виктора Фёдоровича Шматова.
Около 30 % территории занимают леса. Часть территории района занимает Полесский радиационно-экологический заповедник. Основные промышленные предприятия в Брагине и Комарине. 21 колхоз, 7 совхозов, 18 общеобразовательных школ, 26 библиотек, 47 спортивных сооружений, 82 магазина и 19 предприятий общественного питания.
Выручка от реализации продукции, товаров, работ, услуг за 2017 год составила 96,1 млн рублей (около 48 млн долларов), в том числе 49,4 млн рублей (более половины) пришлось на сельское, лесное и рыбное хозяйство, 27,2 млн на промышленность, 1,4 млн на строительство, 18,2 млн на торговлю и ремонт.

### Сельское хозяйство
Качество пахотных земель 46 баллов, кормовых угодий — 30, всех сельхозугодий — 38 баллов. Под сельхозугодьями около 57 % территории.
В 2017 году в сельскохозяйственных организациях под зерновые и зернобобовые культуры было засеяно 16 755 га пахотных земель, под кормовые культуры — 24 292 га. В 2016 году было собрано 54,2 тыс. т зерновых и зернобобовых, в 2017 году — 52,2 тыс. т (урожайность — 33,6 и 31,1 ц/га). По средней урожайности зерновых Брагинский район занимает 4-5 места в Гомельской области. Средняя урожайность зерновых в Гомельской области в 2016—2017 годах — 30,1 и 28 ц/га, в Республике Беларусь — 31,6 и 33,3 ц/га.
На 1 января 2018 года в сельскохозяйственных организациях района (без учёта личных хозяйств населения и фермеров) содержалось 27,6 тыс. голов крупного рогатого скота, в том числе 8,5 тыс. коров. В 2017 году было произведено 2,2 тыс. т мяса в живом весе и 27,9 тыс. т молока при среднем удое 4408 кг (средний удой с коровы по сельскохозяйственным организациям Гомельской области — 4947 кг в 2017 году).

### Энергетика
В Брагинском районе в деревне Соболи построена солнечная электростанция Солар II мощностью 22,3 МВт.

### Транспорт
Автомобильными дорогами район связан с Хойниками, Речицей, Лоевом, Черниговом, по территории района проходит железнодорожная ветка Чернигов — Овруч.

## Здравоохранение
В 2017 году в учреждениях Министерства здравоохранения Республики Беларусь насчитывалось 34 практикующих врача (28,6 в пересчёте на 10 тысяч человек; средний показатель по Гомельской области — 39,3, по Республике Беларусь — 40,5) и 150 средних медицинских работников. Число больничных коек в лечебных учреждениях района — 104 (в пересчёте на 10 тысяч человек — 87,5; средний показатель по Гомельской области — 86,4, по Республике Беларусь — 80,2).

## Образование
В 2017 году в районе действовало 12 учреждений дошкольного образования (включая комплексы «детский сад — школа») с 0,5 тыс. детей. В 2017/2018 учебном году действовало 13 учреждений общего среднего образования, в которых обучалось 1,7 тыс. учеников. Учебный процесс в школах обеспечивал 281 учитель, на одного учителя в среднем приходилось 5,9 учеников.

## Культура
В районном центре расположен Брагинский исторический музей с картинной галереей. В музее собрано 2,4 тыс. музейных предметов основного фонда. В 2016 году музей посетили 5 тыс. человек.
Также расположены:
- Дом-музей «Иванова усадьба» — частная музейная коллекция в деревне Старые Храковичи.

## Достопримечательность
- На территории района возле деревни Тельман расположен памятник садово-паркового искусства — Тельманский парк с фрагментами усадьбы Ракицкого. Перед усадебным домом располагался просторный газон. В сторону реки расходились аллеи. В парковую структуру была гармонично включена Брагинка, на берегу которой проходила аллея. В парке произрастают клён, липа, граб, дуб, вяз, верба, можно увидеть крупный валун — камень Любви. В парке археологами было найдено старинное городище. Там же сохранились архитектурные фрагменты Замка Вишневецких.
- Приусадебный парк в деревне Асаревичи
- Руины усадьбы Прозоров в деревне Острогляды
- Спасо-Преображенская церковь в деревне Селец
- Храм Казанской иконы Божией Матери в агрогородке Маложин
- Брагин (метеорит)

### Памятник, скульптура
- Памятник В. И. Игнатенко в центре Брагина
- Памятный знак пограничникам всех поколений в Брагине
- Памятный знак в Прудовице (2023). Установлен в честь бойцов Красной армии, погибших при освобождении правобережья Днепра Белорусской ССР в октябре 1943 года.

## Туризм
Государственное природоохранное научно-исследовательское учреждение «Полесский государственный радиационно-экологический заповедник» проводит информационно-экологические, просветительские, научно-познавательные и учебные экскурсии на территории белорусского сектора зоны отчуждения Чернобыльской АЭС.

## СМИ
Издаётся газета «Маяк Палесся».